# Santiago Giménez Roldán
Santiago Giménez Roldán (Madrid, 23 de abril de 1941) es un médico y escritor español, especializado en neurología.

## Formación
Obtuvo el grado de doctor en medicina por la Universidad Complutense de Madrid. Entre 1965 y 1970 se especializó en el Servicio de Neurología Nicolás Achúcarro del Gran Hospital de la Beneficencia General del Estado de Madrid (Hospital de la Princesa), creado y dirigido por el doctor Gonzalo Moya Juancervera.
Amplió sus estudios en enfermedades neuromusculares en el Centro Neurológico Regional de Newcastle-Upon-Tyne, en el Reino Unido, y en neuropatología en el Instituto Neurológico de Montreal, en Canadá.

## Trayectoria profesional y docencia
Finalizada su etapa de residencia, inició su trabajo como adjunto y posteriormente como jefe de sección en el Servicio de Neurocirugía del Hospital General de Madrid, actualmente Hospital Universitario Gregorio Marañón.
En 1981 obtuvo la plaza por oposición de profesor jefe del Servicio de Neurología del Hospital Gregorio Marañón de Madrid, cargo que ocupó hasta su jubilación en 2006.
En su servicio se han formado más de 60 especialistas, dando lugar a una escuela. Asimismo, como centro de referencia para la European Neurological Society, ha formado a gran número de especialistas extranjeros.
Giménez Roldán ha sido profesor asociado de la Facultad de Medicina de la Universidad Complutense de Madrid entre los años 1969 y 2006.

### Obra científica y publicaciones
Autor de más de 170 artículos indexados en PubMed, así como de numerosos capítulos y monografías, sus publicaciones abarcan todas las áreas de la neurología clínica, aunque su campo preferente de investigación han sido los trastornos del movimiento y la enfermedad de Parkinson. Se doctoró en 1988 con la tesis ‘Enfermedad de Huntington. Neurofarmacología de los sistemas colinérgico y dopaminérgico a lo largo de su evolución’. 
Figura muy conocida a nivel internacional en este campo, ha organizado cursos de formación y sido miembro del comité editorial de la revista Movement Disorders. Entre sus obras destacan Escalas de evaluación en enfermedad de Parkinson y trastornos del movimiento (1989), Trastornos del movimiento, teoría y diagnóstico visual (1995), Síndromes parkinsonianos atípicos (2008) y Examen neurológico (2012, editado junto a Agustí Codina Puiggròs y Francisco Morales Asín).
Entre sus contribuciones científicas destacan sus investigaciones historiográficas de la neurología española e internacional, con numerosas publicaciones en revistas internacionales y nacionales, como Neurosciences and History, por las que obtuvo el Premio SEN 2019 modalidad científica en la categoría de Historia de la Neurología.
Destacan sus aportaciones sobre la historia del latirismo, la ELA en la isla de Guam, estudios sobre la histeria, la figura del doctor Velasco, el Hospital de La Salpêtrière y la Escuela Madrileña de Neurología. 
Ha editado junto a Ramón Recio la obra Medio Siglo de Medicina Española. Memorias de la promoción 1958/59-1965 (2017).

## Sociedades científicas y académicas
Santiago Giménez Roldán ha sido miembro del Research Group on Extrapyramidal Disorders de la World Federation of Neurology (WFN), grupo fundado en 1973 por Melvin Yahr.
Desempeñó los cargos de vicesecretario (1975-1976), vicepresidente primero (1977) y presidente (1978-1979) de la Sociedad Española de Neurología y fue representante de esta entidad en la WFN1, siendo nombrado en 2007 miembro numerario de honor.